# غابرييل هوارد
غابرييل لويس كارولين هوارد (بالإنجليزية: Gabrielle Howard)‏ (ني ماتي، 3 تشرين الأول في عام 1876- 18 آب في عام 1930)، تُدعى عادة باسم جي. إل. سي. ماتي، كانت عالمة في فسيولوجيا النبات دعت إلى الزراعة العضوية.

## التعليم وتجارب عملية التركيب الضوئي
ولدت ماتي في كنسينغتون لعائلة ذات أصول ألمانية وسويسرية وفرنسية. كانت ابنة لكارل هيرمان إيرنست ماتي الذي كان يعمل تاجرًا بالعمولة، وللموسيقية لويز هنرييت إليزابيث سوور، كان لديها أخ وثلاث أخوات أصغر منها سنًا، منهم لويس هوارد. التحقت ماتي بمدرسة شمال لندن الجامعية للبنات وكلية نيوهام، كامبردج، وعملت لاحقًا كمساعدة لفريديرك بلاكمان، حيث أنتجت عملُا مهمًا فيما يخص التنفس الخلوي.
```
أقدم كل من بلاكمان وماتي بين عامي 1902 و1905، على اكتشاف الدور الذي تلعبه درجة الحرارة في عملية التركيب الضوئي وأجريا التجارب الأولى لذلك، فوجدا أن عملية تثبيت الكربون ترتكز على تفاعلات كيمائية حيوية تعتمد بدورها على درجة الحرارة.
[
6
]
 وعلى الرغم من أن هذه التجربة معروفة على نحو غير دقيق باسم رد فعل بلاكمان، إلا أن ماتي قد نفذت جزءًا كبيرًا من العمل؛ وحملت أطروحة عام 1904 التي نقلها فرانسيس داروين إلى المجتمع الملكي اسمها فقط.
[
7
]
```

## الأبحاث الزراعية
في عام 1905، تزوجت ماتي من ألبرت هوارد وهو عالم النبات الاقتصادي الإمبراطوري لحكومة الهند. أجرى الزوجان أبحاثهما معًا بشكل دائم، وسرعان ما عُرفا باسم «سيدني وبياترس ويب من الهند». في عام 1913، أصبحت غابرييل هوارد ثاني عالم إمبراطوري في علم النبات الاقتصادي في الهند. أجرى الزوجان هوارد أبحاثًا عن عدد من المحاصيل مثل القطن والقمح في مركزهم الخاص بالتجارب في بوزا بين عامي 1905 و1924، وبدآ بإدارة مركز آخر مختص بالتجارب على الفاكهة في كويتا من عام 1912 وحتى عام 1919. جادل الزوجان هوارد بأن النباتات يجب أن تُدرس ضمن بيئتها وأن الأغذية التي تنمو في التربة الغنية بالدبال هي أغذية مفيدة للصحة. أشرفا على تخطيط وبناء معهد صناعة النبات في إندور ابتداء من عام 1924. توفيت ماتي بشكل مفاجئ في جنوة قبل وقت قصير من تاريخ تقاعدهما وعودتهما إلى إنجلترا. في العام التالي لوفاتها، تزوج أرملها من أختها لويز، ولم ينتج أطفال عن كلا الجيزتين.

## منشوراتها
- ماتي، جي. إل. سي (1907)، «الأبحاث التجريبية على عمليتي الهضم والتنفس لدى الخضراوات»، المعاملات الفلسفية للمجتمع الملكي في لندن، 2: 47.
- هوارد، ألبرت، هوارد، غابرييل إل. سي (1907)، «مذكرة عن القمح المناعي»، مجلة العلوم الزراعية، دار نشر جامعة كامبردج، 2 (03): 278-280.
- هوارد، ألبرت، هوارد، غابرييل إل. سي، خان، عبد الرحمن (1910)، الأهمية الاقتصادية للتلقيح الخلطي في الهند، قسم الزراعة في الهند. مذكرات. السلاسل النباتية، المجلد الثالث، (رقم 6) كلكتا: ثاكر، سبينك وشركاؤه. لندن: و. ثاكر وشركاؤه. (نُشر لصالح قسم الزراعة الإمبراطوري في الهند، كلكتا).
- هوارد، ألبرت، هوارد، غابرييل إل. سي (1929)، تنمية الزراعة الهندية، الهند اليوم، المجلد الثامن (الطبعة الثانية)، لندن: همفري ميلفورد ودار نشر جامعة أوكسفورد، تم استعادتهما في 9 آب 2010.